# Ivan Ozhogin
Ivan Gennadievich Ozhogin (ruso Иван Геннадьевич Ожогин, nacido el 1 de septiembre de 1978 en Ulyanovsk), es un actor y cantante ruso conocido por su trabajo en el teatro musical. En 2013  recibió La Máscara Dorada, el premio de teatro más alto de Rusia, por la interpretación del Conde von Krolock en la producción rusa del Baile de los Vampiros 

## Carrera
Empezando a la temprana edad de tres años, Ivan Ozhogin aprendió a cantar y a tocar varios instrumentos musicales en escuelas públicas de teatro y música en Ulyánovsk, Rusia.
En 2002  gradúa como actor de musical y cantante de ópera en la Academia rusa de Artes de Teatro en Moscú. Posteriormente,  aparece liderando y apoyando papeles en la producción rusa de los musicales Chicago, Gatos, Bella y la Bestia, así como en los musicales rusos Boda de los Pájaros de Arrendajo, Nord-Ost y en la obra de teatro El Brida Negra de una Yegua Blanca.
Aparte de su carrera en musicales, ha representado un variado repertorio clásico, actuando como cantante de ópera con la Moscú Helikon Ópera. En 2007 se convierte en el cantante principal del coro Nikolo-Ugreshsky Monasterio en Dzerzhinsky, cerca de Moscú. También visita Rusia y Europa con el Bolshoi Don Cossacks Coro. Ivan regularmente canta folclore ruso y canciones de amor en eventos de música clásica y colabora con las orquestas principales de Rusia.  Es uno  de los iniciadores y fundadores de los eventos al aire libre de música clásica llamado La ecología del sonido (Экология звука) que tuvo lugar en la región de Kaluga.
En 2011 Ivan Ozhogin impulsa su carrera como actor musical al interpretar al Conde von Krolock en la producción rusa del Baile de los Vampiros (Бал Вампиров). El estreno en Rusia del musical tuvo lugar el 3 de septiembre de 2011, en el Teatro de Comedia Musical de San Petersburgo.

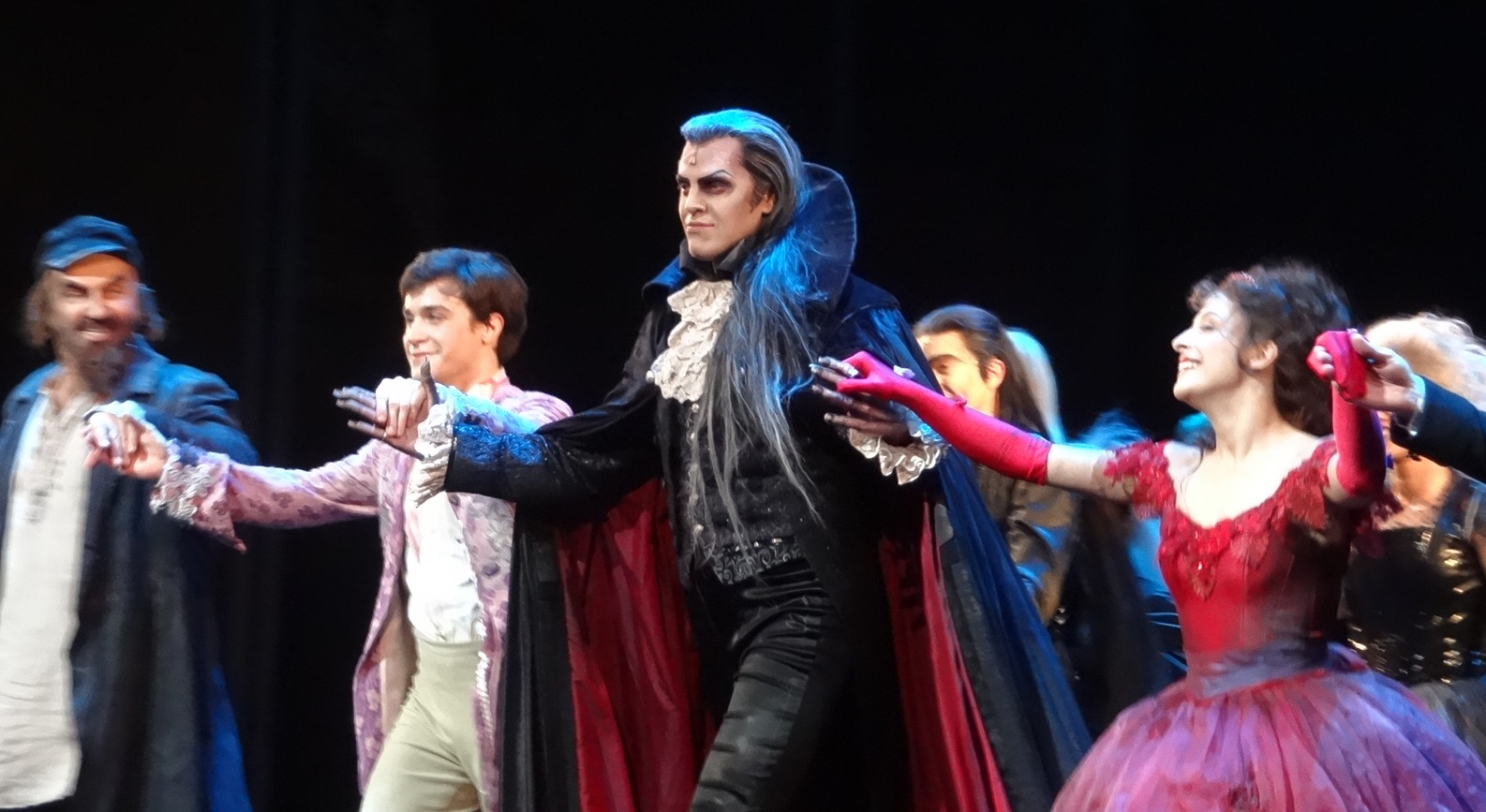
Tanz der Vampiro, Teatro des Westens en Berlín

A comienzos de 2013, Ivan Ozhogin toma parte en el elenco de la producción berlinesa del Baile de los Vampiros, sustituyendo posteriormente a Thomas Borchet. El 8 de febrero de 2013, Ivan actuó por primera vez en la versión germana del musical en el Teatro del Del Oeste en Berlín, convirtiéndose en el primer actor ruso en actuar en la versión original de la producción alemana.  . Declaró en una entrevista no ser consciente de otros actores de musicales que hayan interpretado la misma función en dos idiomas distintos y en dos países diferentes al mismo tiempo.
El 4 de octubre de 2014, Ivan Ozhogin protagoniza la producción rusa del Fantasma de la Ópera en el Teatro MDM de Moscú. Desde septiembre de 2014, Ivan Ozhogin interpreta a Woland en el Maestro y Margarita, un musical basado en la célebre novela homónima de Mijaíl Bulgákov. El musical fue escenificado en Broadway, contando con las estrellas del reparto ruso - Ivan Ozhogin y Vera Sveshnikova.   Desde enero de 2015, Ozhogin hizo apariciones en la producción musical de Dr. Jekyll y Señor Hyde en el Teatro de Comedia Musical de San Petersburgo.
En 2016, Ivan Ozhogin retoma el papel del Conde von Krolock en las producciones de San Petersburgo y Moscú del Baile de los Vampiros.

## Trabajos
- 2001-2002: El Compromiso en el Monasterio (Moscú) como Arlequín
- 2002-2003: Chicago (Moscú) como Mary Sunshine
- 2003-2004: La Boda de los Pájaros de Arrendajo (Moscú) als Zakhariya y Ruiseñor
- 2004:      Nord-Ost (Moscú) como Romashov
- 2005-2006: Gatos (Moscú) como Munkustrap
- 2006-2008: La Brida Negra de una Yegua Blanca (Moscú) como Agiz-en-parovoz
- Desde 2007: cantante principal en el coro del Nikolo-Ugreshsky Monasterio
- Desde 2008: Rasputín (Moscú) como Duque Yusupov
- 2009-2010: Bella y Bestia (Moscú) como Monsieur D'Arque
- 2009-2011: cantante en el Coro Bolshoi Don Cossacks (Austria)
- 2010-2011: miembro del Russian Broadway Stars Show (Moscú)
- Desde 2010: miembro del Bravissimo Grupo (Moscú)
- Desde entonces 2011: Baile de los Vampiros (San Petersburgo) como Conde von Krolock
- Desde 2012: Cascanueces como "Rey de Ratón" (cantante y asesor musical en el teatro de hielo para niños dirigido por Elena Berezhnaya en San Petersburgo)
- 2013:      Baile de los Vampiros (Berlín) como Conde von Krolock
- Desde 2014: El Maestro y Margarita (San Petersburgo) como Woland
- Desde 2014: El Fantasma de la Ópera (Moscú) como El Fantasma
- Desde 2015: Jekyll & Hyde (musical) (San Petersburgo) como Dr. Jekyll & Señor Hyde
- Desde 2016: Baile de los Vampiros (Moscú/San Petersburgo) como Conde von Krolock

## Películas y Televisión
Durante sus años estudiantiles Ivan Ozhogin tomó papeles menores en varios documentales rusos como Rusia Criminal, Informes de Detective Dubrovsky y en la película de Denis Evstigneev, Madre. Desde 2007  aparece en la película rusa "Prueba de Amor" y en la serie de televisión "Aventuras del Notario Neglintsev" y "Liteiny, 4."
En 2015 Ozhogin actúa en la Crowne Príncipe en el primer proyecto de película rusa steampunk  KORSET.

## Otros Proyectos
A lo largo de su carrera, Ivan Ozhogin ha dado múltiples recitales en varios géneros musicales tanto en Rusia y como el extranjero.
En octubre de 2013  participa en la producción de San Petersburgo de "Ópera Sobre Hielo",  actuando junto renombrados cantantes y músicos como Edvin Marton, Caroline Sandgren, Vasily Gerello así como patinadores sobre hielo como Evgeni Plushenko, Naomi Lang y Peter Tchernyshev.

## Premios
- 2012: Premio Internacional para Intérpretes Románicos rusos Gatchinskaya Romansiada (Гатчинская романсиада)
- 2012: Premio de Teatro El Dorado Soffit (Золотой Софит) de San Peterburgo como el mejor actor musical por el papel del Conde von Krolock en la producción rusa del Baile de los Vampiros.
- 2013: Premio de Teatro ruso La Máscara Dorada como el mejor actor musical por el papel del Conde von Krolock en la producción rusa del Baile de los Vampiros.